# 罗戈夫农村居民点
罗戈夫农村居民点（俄语：Роговское сельское поселение）是俄罗斯联邦布良斯克州兹伦卡区所属的一个农村居民点。其下辖有5个居民点，行政中心为село Рогов。据2015年统计，该农村居民点的人口为825人。